# 新澤西州訴帕倫德拉諾案
新澤西州訴帕倫德拉諾案（State v.Placendrano；120 N.J. Super. 336, 293 A.2d 747 (Law Div. 1972)）為新澤西州高等法院法律部門判決的一個法律判例；案件指儘管該州有繼受法規(reception statute)，還是認為英美法系罪行中所為的普遍責罵行為不再是罪行。

## 案件背景
於1970年，馬里昂·帕倫德拉諾（Marion Palendrano）在新澤西州蒙茅斯縣（Monmouth County）因涉及暴行罪、威脅人身安全、及責罵他人，而被起訴。

## 判決
法院認為該罪行已被"新澤西州無序人士法案"(New Jersey Disorderly Persons Act)所取代。該法案也表示關切一些罪行，即僅限女性的犯罪行為違反正當法律程序、且犯罪性質過於模糊。

## 外部連結
- 维基文库中的相關文獻：State v. Palendrano
- Full text opinion from Google Scholar